# Dawit Czighladze
Dawit Czighladze gruz. დავით ჭიღლაძე (ur. 22 lutego 1984) – gruziński piłkarz grający na pozycji obrońcy w II-ligowej Olimpii Elbląg.

## Kariera zawodnicza
Karierę piłkarską zaczynał w białoruskiego Torpedo-SKA Mińsk, z którego w 2003 przeszedł do FK Daryda. W obu klubach występował na poziomie białoruskiej ekstraklasy. W 2004 zdecydował się przenieść do litewskiej A lyga, do drużyny Sūduva Mariampol, skąd po dwóch latach trafił do FK Vėtra. Po krótkich epizodach w 2009 najpierw w litewskim Tauras Taurogi (ekstraklasa) i białoruskim FK Mińsk (ekstraklasa) wyjechał do Uzbekistanu. W 2010 trafił do klubu Mash'al Muborak, występującego w Oʻzbekiston Oliy Ligasi (uzbecka ekstraklasa). W lipcu 2010 podczas testów przyglądał mu się sztab szkoleniowy Górnika Łęczna, jednak ostatecznie nie znalazł uznania w oczach trenera Mirosława Jabłońskiego. Pół roku później przyjechał na testy do Olimpii Elbląg, po których działacze elbląskiego klubu zdecydowali się podpisać z nim roczną umowę.